# Golovatchosoma bacillichaetum
Golovatchosoma bacillichaetum (лат.) — вид двупарноногих многоножек рода Golovatchosoma из семейства Anthroleucosomatidae (Chordeumatida, Diplopoda). 

## Распространение
Армения (Капанский район, Шикахохский заповедник), дубово-грабовые леса. 

## Описание
Мелкие двупарноногие многоножки, светло-жёлтые, длина самок 7 — 8,5 мм, самцов 7 — 8 мм (у более крупного близкого вида Golovatchosoma trichochaetum оба пола имеют длину от 12 до 14 мм). На голове от 4 до 7 оцеллий. Усики 1,2 мм. Тело состоит из 30 сегментов, пигментированное. Ноги с 3 по 7 пару у самцов увеличенные.

## Систематика
Типовой вид для рода Golovatchosoma, названного в честь российского зоолога Сергея Головача (лаборатория почвенной зоологии и общей энтомологии, Институт проблем экологии и эволюции имени А. Н. Северцова, Москва, Россия), крупного специалиста по двупарноногим многоножкам, описавшего более 300 новых видов. Более крупный близкий вид Golovatchosoma trichochaetum отличается размерами (длина от 12 до 14 мм) и длинными трихоидными щетинками.